# Antonio Zinny
Antonio Abraham Zinny (Gibraltar, octubre de 1821 - Buenos Aires, septiembre de 1890) fue un abogado, periodista e historiador argentino de origen gibraltareño, especialmente destacado como historiador del periodismo de la primera mitad del siglo XIX y por la Historia de los Gobernadores de las Provincias Argentinas, primer intento serio de historiar por separado la historia de las provincias de la Argentina.

## Biografía
Estudió derecho en España y se trasladó en 1842 a Buenos Aires, donde completó sus estudios y se doctoró en jurisprudencia en la Universidad de Buenos Aires. Durante algún tiempo fue docente en esa Universidad.
Se trasladó a la ciudad de Corrientes, donde fundó el Colegio Argentino. También trabajó de corresponsal de los diarios La Tribuna, El Nacional y La Nación. Curiosamente, eran diarios políticamente enfrentados.
De regreso en Buenos Aires organizó el Archivo de Relaciones Exteriores y más tarde haría lo mismo con el archivo municipal de Buenos Aires. Eso lo puso en contacto con la historia. Durante el período del gobernador Adolfo Alsina fue inspector general de escuelas de la provincia de Buenos Aires, es decir, cumplía las tareas de un ministro de educación. Con Luis José de la Peña, Dardo Rocha y Eduardo Wilde fundó en Buenos Aires el Colegio de Mayo.
Falleció en Buenos Aires en septiembre de 1890.

## Obra histórica
Se destacó por haber escrito varios libros de historia, de los cuales el más conocido es Historia de los gobernadores de las Provincias Argentinas. En este utilizaba un modo especial de abordar simultáneamente la historia de todas las provincias, desde la conquista hasta alrededor de 1880, por separado y en una sola obra. Para casi todas las provincias argentinas, era el primer libro de historia provincial.
Su punto de vista era liberal y, por ende, ultraporteño y fanáticamente unitario. Para defender esa posición en una época signada por la Constitución Argentina de 1853, de inspiración federal, tildaba a todos los líderes federales de "seudofederales", sin discernir entre las distintas vertientes del federalismo rioplatense.

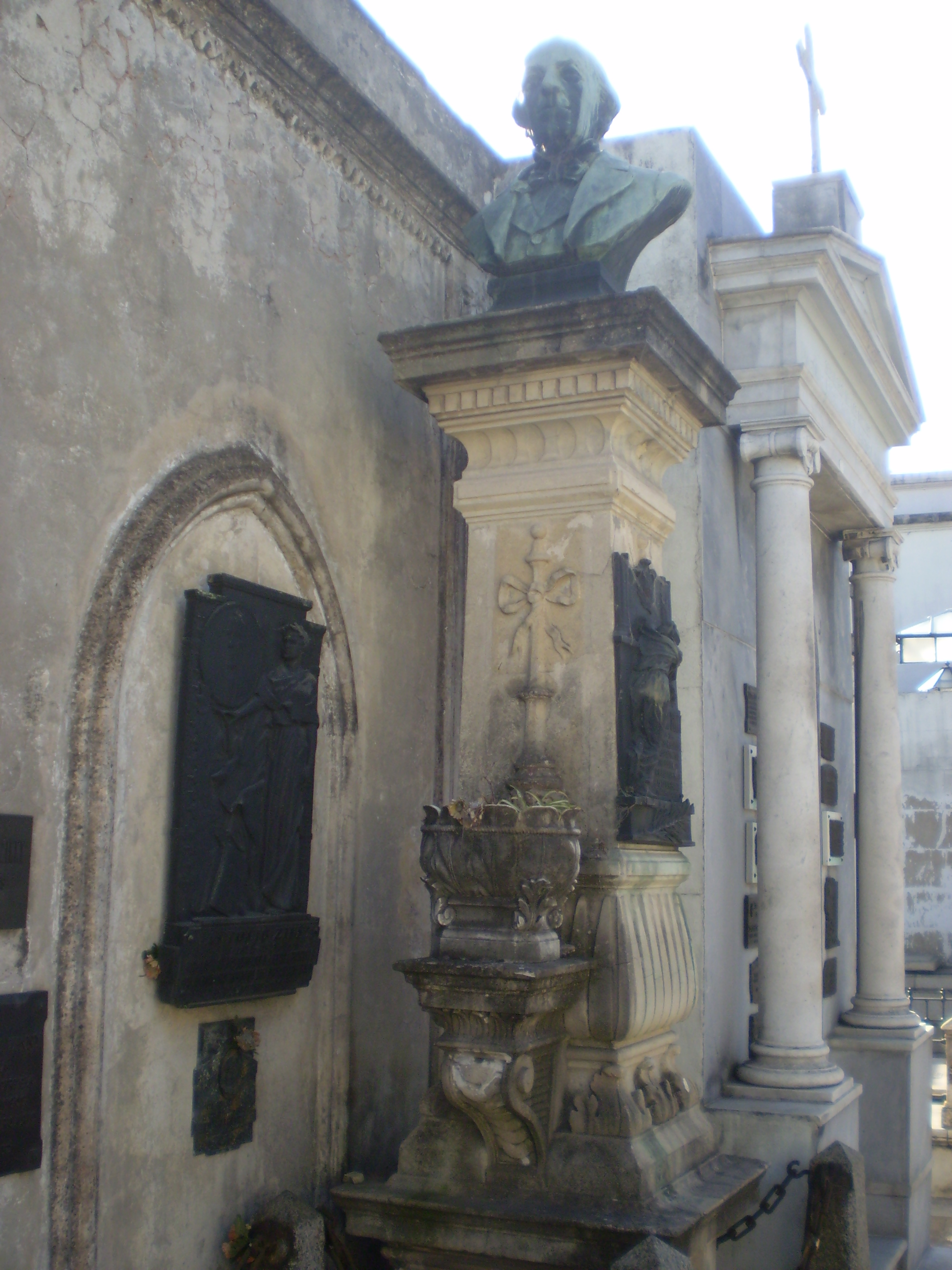
Detalle de su tumba en el cementerio de La Recoleta.

Otra de sus obras clave fue Efemeridología argirometropolitana hasta la caída del gobierno de Rosas, en el que reunió toda la información posible sobre todos los periódicos aparecidos en todas las provincias desde la época de los virreyes hasta la caída de Juan Manuel de Rosas. No era una tarea menor, ya que en algunos períodos se había editado casi un centenar de periódicos y obras sueltas por año, especialmente en la época de Bernardino Rivadavia y durante el gobierno de Juan Ramón Balcarce. En otra obra posterior desarrolló el mismo procedimiento para el periodismo de la Banda Oriental y del Uruguay.
Escribió algunos estudios biográficos sueltos o en tomos individuales, reunidos actualmente en un solo tomo con el nombre de Estudios biográficos. Otras dos obras suyas fueron la Historia de las Provincias Unidas del Río de la Plata de 1816 a 1818 y La Gaceta Mercantil de Buenos Aires. 1823-1852.